# Adonis pyrenaica

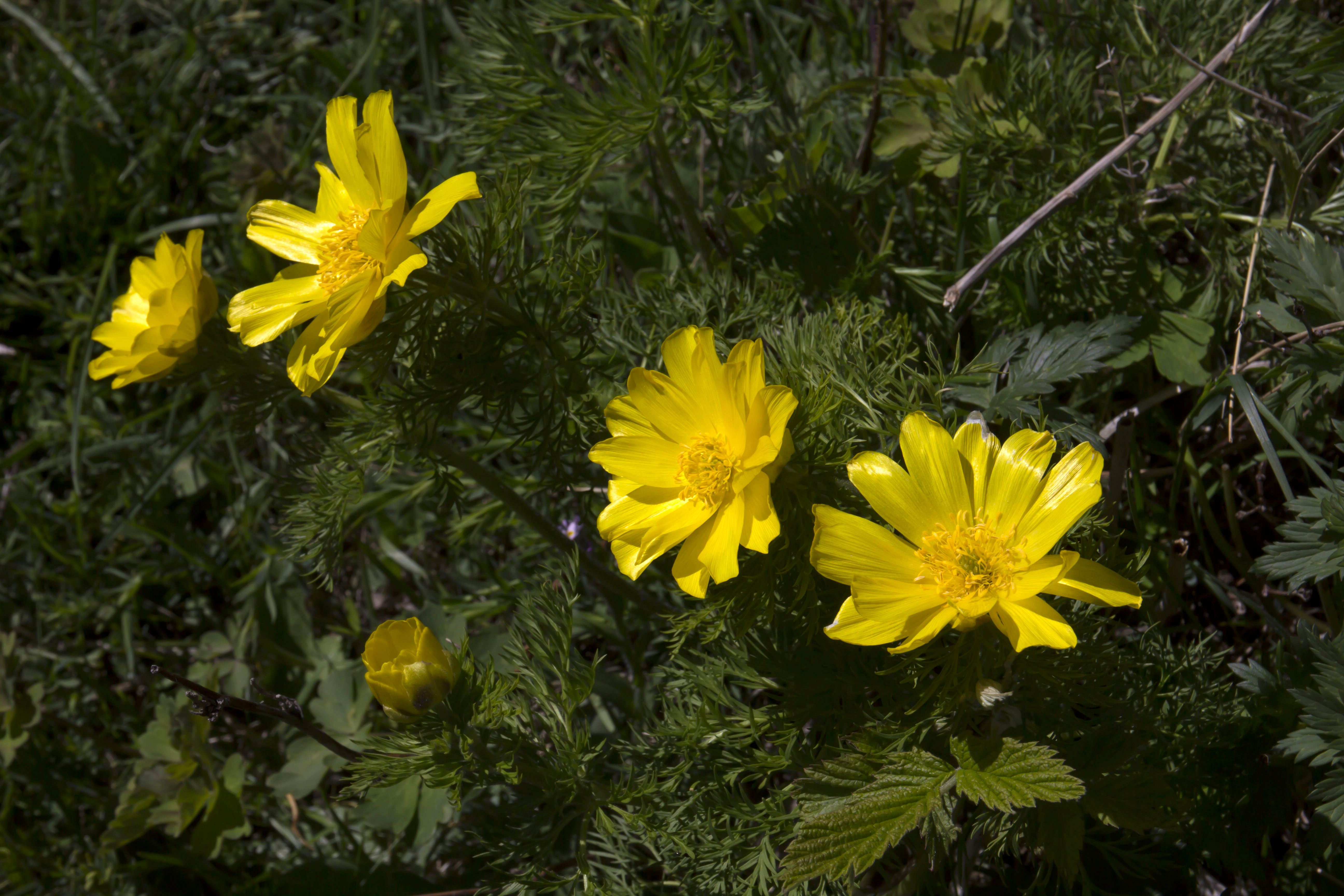
Adonis pyrenaica - Eyne

Adonis pyrenaica är en ranunkelväxtart som beskrevs av Dc.. Adonis pyrenaica ingår i släktet adonisar, och familjen ranunkelväxter. Inga underarter finns listade i Catalogue of Life.